# BCC Lions FC
El BCC Lions Football Club (Benue Cement Company) és un club de futbol nigerià de la ciutat de Gboko.
El club va ser fundat el 1982 i als anys noranta fou un dels clubs dominadors del futbol nigerià. Vestia de color verd.

## Palmarès
- Lliga nigeriana de futbol:[4]
  - 1994

- Copa nigeriana de futbol:[5]
  - 1989, 1993, 1994, 1997

- Recopa africana de futbol:
  - 1990